# Sámuel Brassai
Dans le nom hongrois Brassai Sámuel, le nom de famille précède le prénom, mais cet article utilise l’ordre habituel en français Sámuel Brassai, où le prénom précède le nom.

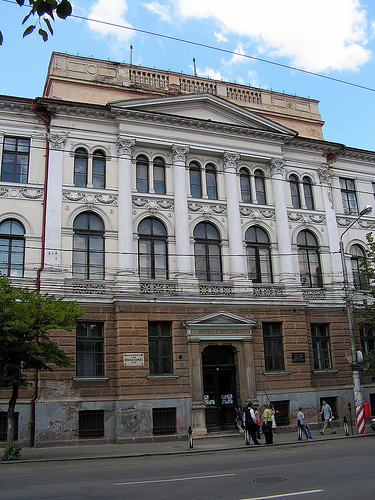
Le Lycée Unitarien János Zsigmond et le Lycée Sámuel Brassai de Cluj (en hongrois Kolozsvár), Roumanie

Sámuel Brassai ([ˈʃaːmuɛl], [ˈbɾɒʃːɒi]), né le 15 juin 1797 ou le 13 février 1800 à Torockó ou à Torockószentgyörgy et décédé le 24 juin 1897 à Kolozsvár, était un linguiste, un orientaliste, un mathématicien, un philosophe, un botaniste, un polymathe, un écrivain pédagogique et un traducteur hongrois, membre de l’Académie hongroise des sciences. Il s'est intéressé à la grammaire, à l'histoire, à la géographie, à la statistique, à la logique, à l'économie, à la théorie de la musique, à l'esthétique, à la critique littéraire.

## Biographie
Il a été le descendant d'une ancienne famille saxonne transylvaine de Kronstadt, d'où le surnom hongrois de ses aïeux. Le nom officiel de son grand-père paternel a été Welmes. Issu d’une famille des pasteurs unitariens de Torockó, le jeune Sámuel Brassai a été précepteur dans les familles de l'aristocratie transylvaine (famille Bethlen etc). En 1834, il s'est établi à Kolozsvár (Cluj) où il a fondé le journal Vasárnapi Újság. En 1837, il est devenu enseignant à l'École Supérieure Unitarienne de Kolozsvár où il a enseigné l'histoire, la géographie, les mathématiques, les sciences naturelles et la philosophie. En 1841, il a contribué substantiellement à l'adoption de la réforme pédagogique, suite de laquelle la langue de l'enseignement est devenu le hongrois, substituant le latin. Entre 1848 et 1849, il a été officier dans l’armée révolutionnaire hongroise de Josef Bem. Entre 1850 et 1859, il a vécu à Pest. En 1859, il rentre à Kolozsvár où il devient le directeur de la société culturelle et scientifique Erdélyi Múzeum-Egyesület et crée en 1872 le jardin botanique du comte Imre Mikó. En 1862, il a fondé une bourse d'études de 1 000 florins pour l'École Supérieure Unitarienne. Il a été le professeur des mathématiques et le premier prorecteur de l'université de Kolozsvár, lors de la fondation de cette institution, en 1872.

## Œuvres
- Bévezetés a világ, föld és státusok esmeretére. (Introduction à la connaissance de l'Univers, de la Terre et des États). Kolozsvár, 1834. (hu)
- A füvészet elveinek vázolata. Lindley János nyomán (Botanique). Kolozsvár, 1836. (hu)
- Számító Sokrates. Fejbeli számolás kérdésekben. Angol mintára hazai viszonyokhoz alkalmazva (Socrate comptable). Kolozsvár, 1842. (hu)
- Bankismeret (La science des banques). Kolozsvár, 1842. (Ism. Athenaeum.) (hu)
- A kisdedek számvetése angol mintára. Kolozsvár, 1842. (hu)
- Rajzminták fiatal gyermekek számára. Angol előkép után magyarázó szöveggel. Kolozsvár, 1842. (hu)
- A fiatal kereskedő arany abc-je. Montag R. J. után. Kolozsvár, 1847. (Kereskedői Könyvtár I. köt.)
- Okszerű vezér a német nyelv tanulásában (Apprendre l'allemand). Kolozsvár, 1845. Két rész.
- Algebrai gyakorlatkönyv és kulcsa (Algèbre). Pest, 1853–57. Két rész.
- Logika lélektani alapon fejtegetve. (La logique expliquée du point de vue psychologique). Pest, 1858. (hu)
- Tigrisvadászat Indiában. Rice William után ford. Pest, 1859.
- Az árnyékóra. (Pest, 1859. , (M. Akadémiai Értesítő XIX. 4.)
- A magyar mondat. Pest, 1860–63. Három közlés. (hu)
- Magyar vagy czigány zene. Elmefuttatás Liszt Ferencz: Czigányokról irt könyvére. Kolozsvár, 1860. (hu)
- Irodalmi pör a filozofia ügyében (species facti), melyben a tanuságot és botrányt kedvelő több mulatságot fog találni, mint népszerűtlen czíméből itélve gyanítaná. Kolozsvár, 1861. (hu)
- Az akadémia igazsága. Kolozsvár, 1862. (hu)
- Ingyen tanító franczia nyelvmester. I. rész. (Cours de langue française). Kolozsvár, 1863. (hu)
- Nem csak az anyag halhatatlan. Kolozsvár, 1865.
- Euklides elemei XV könyv. Pest, 1865.
- A módszerről. Pest, 1867–69. Három értekezés. Székfoglaló a tört. philos. osztályban.
- A magyar bővített mondat. Pest, 1870.
- Számtan a népiskolákban. Az I. és II. osztály tanítója számára. Vezérkönyv és példatár. Pest, 1872. Két rész.
- Számvetés a népiskolában a II. oszt. tanítványok számára. Pest, 1872.
- Hogy kelljen a latin hajtogatást észszerűen gyorsan és sikeresen tanítani? Pest, 1872.
- Commentator commentatus. Tarlózások Horatius satiráinak magyarázói után. (Les Satyres d’Horace. Études). Pest, 1872.
- Paraleipomena kai katorthoumena. Virg. Aen. I. és II. Könyve magyarázata. (Études sur Aeneis de Virgile, Aeneis. Études). Pest, 1873.
- Laelius. Hogyan kell és hogyan nem kell magyarázni az iskolában a latin autorokat? Kolozsvár. 1874.
- A neo- és palaeologia ügyében. Budapest, 1875.
- A gyógyszerészné. Beszély gróf Sollogub után oroszból ford. Budapest, 1877.
- Logikai tanulmányok (Etudes de logique). Budapest, 1877.
- A nyelvujítás és Ballagi. Kolozsvár, 1881.
- A magyar nyelv ellenőre. Kolozsvár, 1881–82. (I. és II. fogás.)
- A mondat dualismusa (Le Dualisme de la Phrase). Budapest, 1884.
- Algebrai gyakorlatok. Budapest, 1883–84. Két rész.
- Nézetek a vallás eszméjéről. Kolozsvár, 1887. Három értekezés.
- Szórend és accehtus. Budapest. 1888.
- A jövő vallása (La Religion de l’Avenir). Kolozsvár. 1886.
- Vallás és hit (Religion et Foi). Kolozsvár, 1887.
- A Jézus istensége. Kolozsvár, 1887.
- A növény nevek leirása. Kolozsvár, 1888.

## Galerie

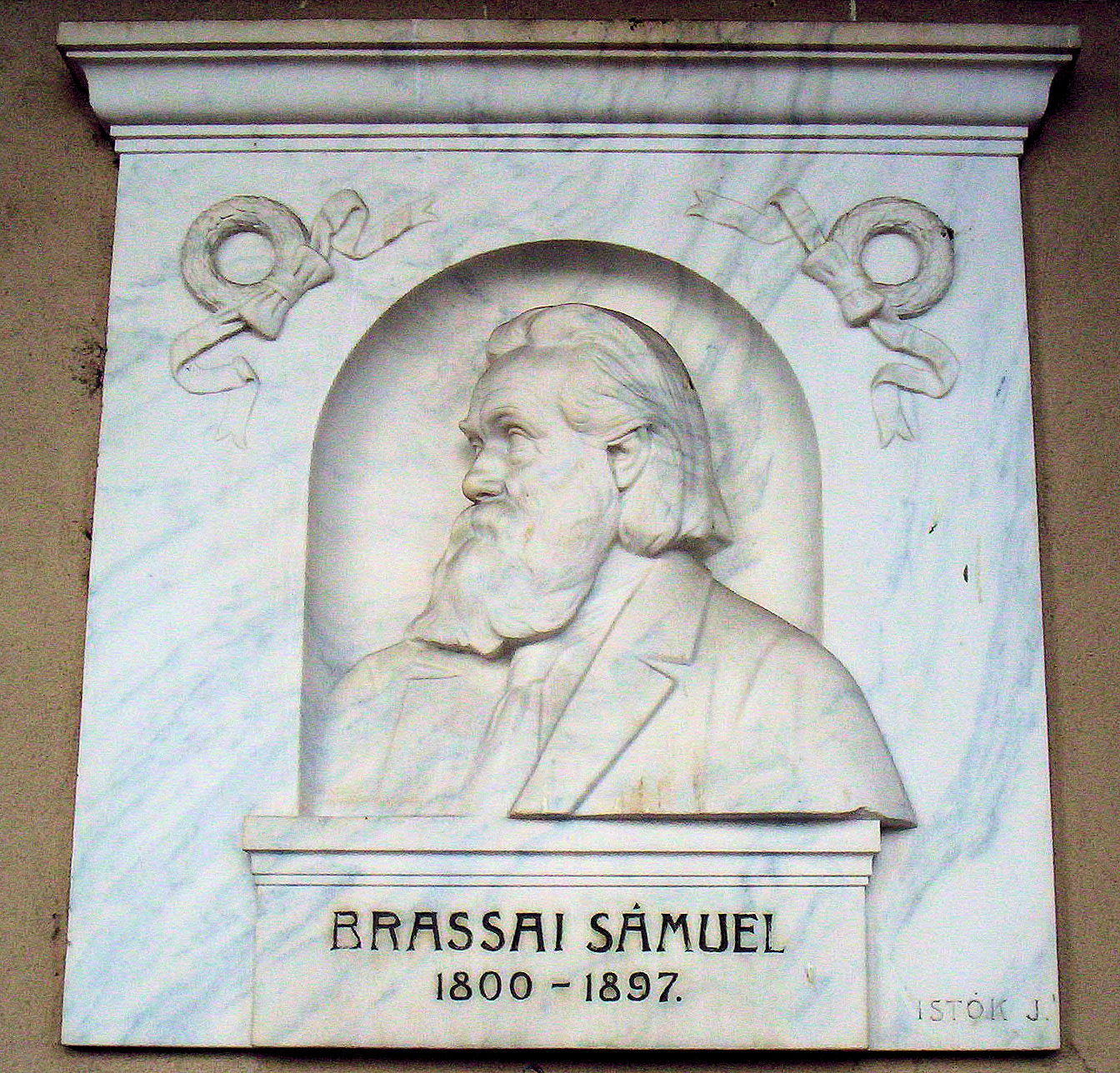
Le bas-relief de Sámuel Brassai au Panthéon de Szeged, (Hongrie)
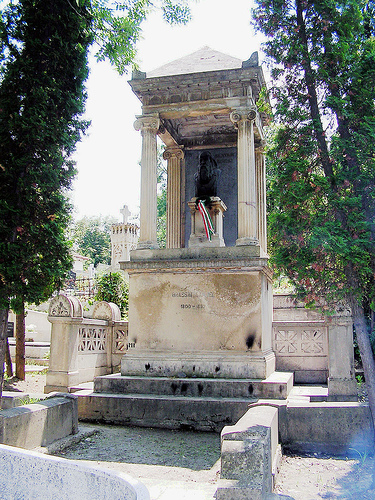
Le monument funéraire de Brassai au Cimetière Central de Cluj/Kolozsvár. Œuvre de Lajos Pákey.